# Природно-заповідний фонд Гребінківського району
Природно-заповідний фонд колишнього Гребінківського району становив 17 об'єктів і територій ПЗФ (усі місцевого значення): 5 заказників, 11 пам'яток природи та 1 парк-пам'ятка садово-паркового мистецтва. Загальна площа ПЗФ — 476 га.

## Об'єкти

### Природні об'єкти

#### Заказники
| Назва об'єкта  | Тип, категорія          | Рік створення | Площа (га) | Місцезнаходження                        | Зображення |
| -------------- | ----------------------- | ------------- | ---------- | --------------------------------------- | ---------- |
| «Бурівщина»    | Заказник ентомологічний | 2010          | 73,2       | між селами Тарасівка та Сотницьке       |            |
| «Горбаневське» | Заказник ландшафтний    | 2011          | 222,8      | 3 км на північний схід від с. Кулажинці |            |
| «Лізина гора»  | Заказник ландшафтний    | 2011          | 24,1       | між селами Березівка та Горби           |            |
| «Плисів Яр»    | Заказник ботанічний     | 1994          | 10         | с. Овсюки                               |            |
| «Пологи»       | Заказник гідрологічний  | 1994          | 100        | с. Сліпорід-Іванівка                    |            |

#### Пам'ятки природи
| Назва об'єкта             | Тип, категорія              | Рік створення | Площа (га) | Місцезнаходження                  | Зображення |
| ------------------------- | --------------------------- | ------------- | ---------- | --------------------------------- | ---------- |
| «Гостра могила»           | Пам'ятка природи ботанічна  | 2010          | 0,06       | с. Олександрівка                  |            |
| «Гребінчин каштан»        | Пам'ятка природи ботанічна  | 2009          | 0,01       | с. Мар'янівка, вул. Садова, 16    |            |
| «Дуби черешчаті»          | Пам'ятка природи ботанічна  | 1994          | 0,2/2      | с. Майорщина                      |            |
| «Мар'янівський ковильник» | Пам'ятка природи ботанічна  | 2011          | 1,3        | с. Мар'янівка                     |            |
| «Озеро»                   | Пам'ятка природи комплексна | 2011          | 5,5        | 1 км на схід від с. Березівка     |            |
| «Рудківський ковильник»   | Пам'ятка природи ботанічна  | 2011          | 1,8        | с. Рудка                          |            |
| «Садки»                   | Пам'ятка природи зоологічна | 2011          | 2,32       | 3,5 км на захід від с. Мар'янівка |            |
| «Свіччин яр»              | Пам'ятка природи зоологічна | 2011          | 5,1        | 1,5 км на північ від с. Овсюки    |            |
| «Соснова алея»            | Пам'ятка природи ботанічна  | 1994          | 0,5        | с. Майорщина                      |            |
| «Тополя»                  | Пам'ятка природи ботанічна  | 2011          | 0,01       | с. Короваї                        |            |
| «Ульяновські могили»      | Пам'ятка природи ботанічна  | 2010          | 1,7        | с. Почаївка                       |            |

### Штучно створені об'єкти

#### Парк-пам'ятка садово-паркового мистецтва
| Назва об'єкта                                  | Тип, категорія                           | Рік створення | Площа (га) | Місцезнаходження | Зображення |
| ---------------------------------------------- | ---------------------------------------- | ------------- | ---------- | ---------------- | ---------- |
| «Бесідівщинський парк імені Григорія Перевери» | Парк-пам'ятка садово-паркового мистецтва | 1969; 1993    | 27,4       | с. Бесідівщина   |            |